# Марија Прита
Марија Вучетић Прита (Селеуш, 16. април 1866 — 1954. Београд) била је прва српска лекарка из некадашње Угарске, друга у Српству, учесник албанске голготе и носилац бројних одликовања.

## Живот и каријера
Рођена је 16. априла 1866. године у јужнобанатском селу Селеушу, у богатој и угледној породици, од оца Ђорђа, власник великог имања и угледне трговачке радње у Панчеву. и мајке Милеве домаћице. Још као девојчица маштала је да постане лекар, што је у то време за жене и средину у којој је живела и одрастала било незамисливо. Међутим, свој сан је остварила. Док су њене вршњакиње маштале о доброј удаји, Марија се школова и непрестано напредовала.
Ко одлична ученица, завршила је основну школу, 1880. године, а потом и Вишу школу за девојке у Панчеву, прву такву установу Срба у Угарској, што јој није било довољно да упише студије медицине, јер није имала положену матуру, а без тога није могла да настави даље школовање. То је приморало Марију да оде у Цирих и у њему матурира и упише Медицински факултет Циришког универзитета. Током својих студија показала је велику посвећеност изучавању медицинске науке. Забележено је да је била веома вредна, да је све испите полагала у року и да се посебно истицала својим знањем.
Како јој је пре поласка у Цирих умро отац, велику подршку имала је у Мајци, од које се опростила и у воловским колима из села кренула у свет и у њему успела. О том њеном успеху овако су писале новине — панчевачки лист „Весник“ 28. јула 1893. године:
| „ | Као што чујемо, ових дана промовисана је на Циришком свеучилишту госпођица Марија Прита за доктора целокупне медицине. Ово је прва Српкиња из Угарске која је постала докторком. | ” |

Одлично је говорила немачки, француски и цинцарски језик, јер јој је отац био цинцарског порекла.
По завршетку студија отпутовала је у Београд, где је радила у приватној ординацији. Удала се 1893. године за доктора и песника Николу Вучетића из Шапца, општинског лекара са којим је једно време обављала лекарску праксу у Шапцу. У том тренутку, на читавом словенском југу радила је само још једна жена лекар др Драгиња Драга Љочић, Маријин велики узор и подршка.
Следило је Маријино усавршавања у Бечу, у којем је родила своје прво дете Јелицу, а пет година касније у Београду добила је и другу кћер Душицу.
Када су почели Балкански ратови, замењивала је мужа док је он био на фронту, на радном месту општинског лекара.
Њена пожртвованост као лекара и патриоте највише је дошла до изражаја на почетку Првог светског рата. Прво је радила у болница у Крагујевцу смештеној у две велике касарне XI и XII пешадијског пука, препуне српских војника и заробљеника оболелих од пегавца. 
У њој је радила са супругом др Николом Вучетићем. Рад је био веома напоран, болесници су даноноћно пристизали и остављани да леже у војничким униформама, прљави, вашљиви, збијени на голим подовима по собама.
Потом је 1915. прешла у резервну војну болницу у Нишу, у којој је буктала епидемија тифуса. Борба за сваког болесника у овој болници била је Маријин приоритет у животу и раду.
Све страхоте Првог светског рата, са ратном болницом, и свакодневну борбу за живот рањених преживела је Марија заједно са колегама из читаве Европе, држећи се пожртвовано и најмање мислећи на свој живот. А на тај пут страхота и умирања, Марија Прита кренула је након снажног продора напријатеља са севера и истока Србије који је условио 21. октобра 1915. повлачење Моравске сталне војне болнице;...„једине српске санитетске формације која је остала формација и током Катастрофе, повлачећи се од Ниша па до Скадра, па кроз глибове дивљег албанског приморја, до Вида, Острва Смрти, на коме је одмах дејствовала“ А у повлачење је Марија Прита кренула са целокупним особљем болнице са јединицом од 500 регрута моравске болничке чете, „... са више хране за људе и стоку него ли болничких ствари...“ За време повлачења преко Албаније, на Крфу и Солунском фронту, Марија је била пожртвована као лекар Нишке болнице.
Пред крај Првог светског рата преселила се са породицом најпре у Италију, па у Лозану, а 1918. године, где брине о тамо смештеној српској деци.
Године 1918. одлази у Тулон, у Француску, у коме ради као лекарка тулонског инвалидског одреда. Ту је доживела породичну трагедију, смрт млађа кћери Душица.
Годину дана нако смрти млађа ћерка, 19. јула 1919. године у својству пратиоца инвалидског одреда, вратила се у Београд, у коме је до 1922. године радила у Првој армијскаој болници, све док се није определила за рад у приватној ординацији, у којој је лечила болеснике све до 1949. године.
Умрла је у Београду 1954. године, где је и сахрањена на Новом гробљу. Вест о Маријиној смрти, најстаријој жени српском лекару, те 1954. године објавиле су све дневне новине у Србији.

## Признања
Марија је носилац следећих одликовања:
- Албанске споменица.
- Ордена Св. Саве, Трећег степена
- Ордена Црвеног крста.
- Крста милосрђа.
- Ратне споменице 1914—18.

У Панчеву је 2002. године једна улица понела назив по њој.